# Unione Sportiva Romana
L'Unione Sportiva Romana, nata come società di calcio il 16 febbraio del 1916, ebbe una vita relativamente breve. Il suo campo di gioco per le partite casalinghe era il Campo dell'Olmo. La sua fondazione avvenne con il contributo della Società Ginnastica Roma, che nel 1914/15 aveva ottenuto la promozione in prima categoria e con la fusione con la Unione Calcio Romana, antica società nata nel 1910. Nel periodo bellico si aggiudicò il Campionato Romano di Terza categoria riserve 1917-18 e partecipa al posto della disciolta società Flaminia al Campionato Romano di Prima categoria assieme a Lazio, Pro Roma, Juventus Romana e Fortitudo. La stagione successiva vince il Torneo di Apertura 1919 contro la Lazio e nel 1922 si aggiudica la Coppa di Natale.
Indossava una casacca a strisce verticali verdi e bianche, con pantaloncini neri e calzettoni neri bordati verde e bianco.
Nell'autunno del 1924 terminò la sua originaria avventura calcistica a seguito di fusione con la Società Sportiva Pro Roma nell'U.S. Pro Roma. Alcuni soci non accettarono comunque la decisione, e dopo un anno rifondarono il club, acquistando nel 1926 per fusione il titolo sportivo di Seconda Divisione, ossia dell'odierna Serie C, dal club Carlo Oriani (in ogni caso l'U.S. Romana aveva già acquisito sul campo il diritto alla promozione avendo vinto il campionato laziale di Terza Divisione 1925-1926).

L'albero genealogico dell'AS Roma.